# Neocapsus mexicanus
Neocapsus mexicanus är en insektsart som beskrevs av William Lucas Distant 1893. Neocapsus mexicanus ingår i släktet Neocapsus och familjen ängsskinnbaggar. Inga underarter finns listade i Catalogue of Life.